# Palmarès del Grêmio Foot-Ball Porto Alegrense
Il Grêmio Foot-Ball Porto Alegrense, noto semplicemente come Grêmio, è una società calcistica brasiliana con sede a Porto Alegre, nel Rio Grande do Sul.
Il palmarès del Grêmio include una Coppa Intercontinentale, tre Coppe Libertadores, due campionati brasiliani, cinque Coppe del Brasile (record), trentanove campionati Gaúcho e una Supercoppa del Brasile.

## Competizioni nazionali
- Campionato brasiliano: 2

1981, 1996
- Coppa del Brasile: 5

1989, 1994, 1997, 2001, 2016
- Supercoppa del Brasile: 1  (record condiviso col Corinthias e col Flamengo)

1990
- Campeonato Brasileiro Série B: 1

2005
- Copa Sul: 1

1999
- Campionato Brasiliano del Sud: 1

1962 (edizione speciale)

## Competizioni internazionali
- Coppa Intercontinentale: 1

1983
- Coppa Libertadores: 3  (record brasiliano a pari merito con Palmeiras, Santos e San Paolo)

1983, 1995, 2017
- Recopa Sudamericana: 2

1996, 2018

## Competizioni statali
- Campionato Gaúcho: 41

1921, 1922, 1926, 1931, 1932, 1946, 1949, 1956, 1957, 1958, 1959, 1960, 1962, 1963, 1964, 1965, 1966, 1967, 1968, 1977, 1979, 1980, 1985, 1986, 1987, 1988, 1989, 1990, 1993, 1995, 1996, 1999, 2001, 2006, 2007, 2010, 2018, 2019, 2020, 2021, 2024
- Recopa Gaúcha: 1

2019
- Campionato di Porto Alegre: 31

1904, 1905, 1906, 1907, 1911, 1912, 1914, 1915, 1919, 1920, 1921, 1922, 1923, 1925, 1926, 1930, 1931, 1932, 1933, 1935, 1937, 1938, 1939, 1940, 1946, 1949, 1956, 1957, 1958, 1959, 1960
- Copa FGF: 1

2006
- Coppe Wanderpreiss: 8

1904, 1905, 1906

## Competizioni giovanili
- Campionati brasiliani giovanili: 2

2008, 2009
- Copa Macaé giovanile: 1

2004
- Coppe Santiago di calcio giovanile: 5

1995, 1996, 1997, 1998, 2000
- Trofeo Dossena: 1

2008
- Blue Stars/FIFA Youth Cup: 1

2001
- Taça Belo Horizonte de Juniores: 2

2008, 2012

## Altri piazzamenti
- Campionato brasiliano:

Secondo posto: 1982, 2008, 2013, 2023
Terzo posto: 2006, 2012, 2015
- Coppa del Brasile:

Finalista: 1991, 1993, 1995, 2020
Semifinalista: 1996, 2010, 2012, 2013, 2017, 2019, 2023
- Campeonato Brasileiro Série B:

Secondo posto: 2022
- Copa Sul-Minas:

Semifinalista: 2001, 2002
- Coppa Libertadores:

Finalista: 2007, 1984
Semifinalista: 1996, 2002, 2009, 2018, 2019
- Supercoppa Sudamericana:

Semifinalista: 1989
- Coppa Mercosur:

Semifinalista: 2001
- Copa de Oro:

Semifinalista: 1996
- Coppa Intercontinentale:

Finalista: 1995
- Coppa del mondo per club FIFA:

Finalista: 2017